# Има љубави, нема љубави
Има љубави, нема љубави је југословенски филм из 1968. године. Режирао га је Никола Рајић, а сценарио су писали Никола Рајић и Мила Стојановић.

## Радња
Све се дешава у једном дану, на тргу, у стану, на реци. Дечак је пошао у потрагу за својом изгубљеном играчком, други људи траже своју срећу, или бар неки њен мали део, врте се у круг као у изгубљеном калеидоскопу, воле и мрзе, пате и радују се, искрено или лажно, весело или тужно. Дечак је на крају нашао свој калеидоскоп, остаје питање да ли су остали нашли своје снове или бар њихове искре.

## Улоге
| Глумац                   | Улога            |
| ------------------------ | ---------------- |
| Оливера Катарина         | Риђокоса девојка |
| Олег Видов               |                  |
| Неда Спасојевић          |                  |
| Богољуб Петровић         |                  |
| Петар Божовић            |                  |
| Бранко Цвејић            |                  |
| Добрила Илић             |                  |
| Јован Јанићијевић Бурдуш |                  |
| Љубица Јанићијевић       |                  |
| Љиљана Лашић             |                  |
| Ева Рас                  | Конобарица       |
| Ружица Сокић             | Цица             |
| Данило Бата Стојковић    | Газда кафића     |
| Горан Султановић         |                  |
| Јелена Тинска            | Љиља             |
| Срђан Тодоровић          | Срђан            |
| Гизела Вуковић           |                  |
| Бата Живојиновић         | Директор         |
| Бранислав Зоговић        |                  |